# カルーゼル凱旋門
カルーゼル凱旋門（カルーゼルがいせんもん、フランス語: arc de triomphe du Carrousel）は、パリ1区にある凱旋門であり、かつてテュイルリー宮殿であった公園内のカルーゼル広場に位置する。
1806年から1808年にかけて、前年のナポレオンの勝利を祝するために建設された。
より有名なエトワール凱旋門も同年に設計されたが、エトワールの大きさは約2倍あり、完成までにおおよそ30年を要している。

## 構造

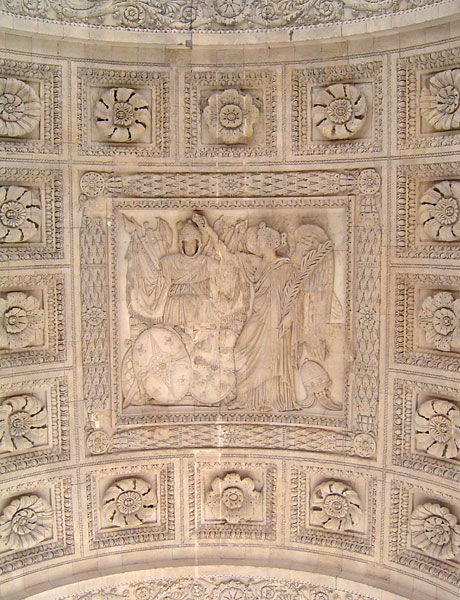
メイン・アーチの下中央のバス・レリーフ

カルーゼル凱旋門の大きさは、高さ19メートル、巾23メートル、奥行7.3メートルである。
中央のアーチの高さは6.4メートル、両脇の小さなアーチの高さは4.3メートルである。
外回りには花崗岩でできた8本のコリント式コラムがあり、上には帝国の兵士8人の像がある。
兵士の間の破風には、以下のバス・レリーフ(浅浮き彫り)が施されている。
- イタリア王国の紋章と、歴史と芸術を象徴する像
- フランス第一帝政の紋章と、勝利、名声、歴史、富を象徴する像
- イタリア王国の紋章を掲げ、知恵と力を象徴する像に、思慮と勝利が付随する

ナポレオンの外交的、軍事的勝利を祝し、バラ大理石にバス・レリーフが施されている。
その意味は以下の通り。
- プレスブルクの和約
- ミュンヘンに入るナポレオン
- ウィーンに入るナポレオン、彫刻は ルイ＝ピエール・ドゥセーヌ(Louis-Pierre Deseine)
- アウステルリッツの戦い、彫刻は ジャン＝ジョセフ・エスペルシュー(Jean-Joseph Espercieux)
- ティルジットの和約
- ウルムの降伏、彫刻はピエール・カルトリエ(Pierre Cartellier)

当然ながら、アーチはローマ帝国の凱旋門、特にセプティミウス・セウェルスの凱旋門を模している。
バス・レリーフのテーマとなった戦いは、当時ルーヴル宮殿にあったナポレオン博物館の館長 Vivant Denon によって選びだされ、 画家のシャルル・メニエによりデザインされた。
門の頂上にあるクアドリガは、ヴェネツィアのサン・マルコ寺院正面入り口の上に置かれた、いわゆる「サン・マルコの馬」の複製である。

## 沿革

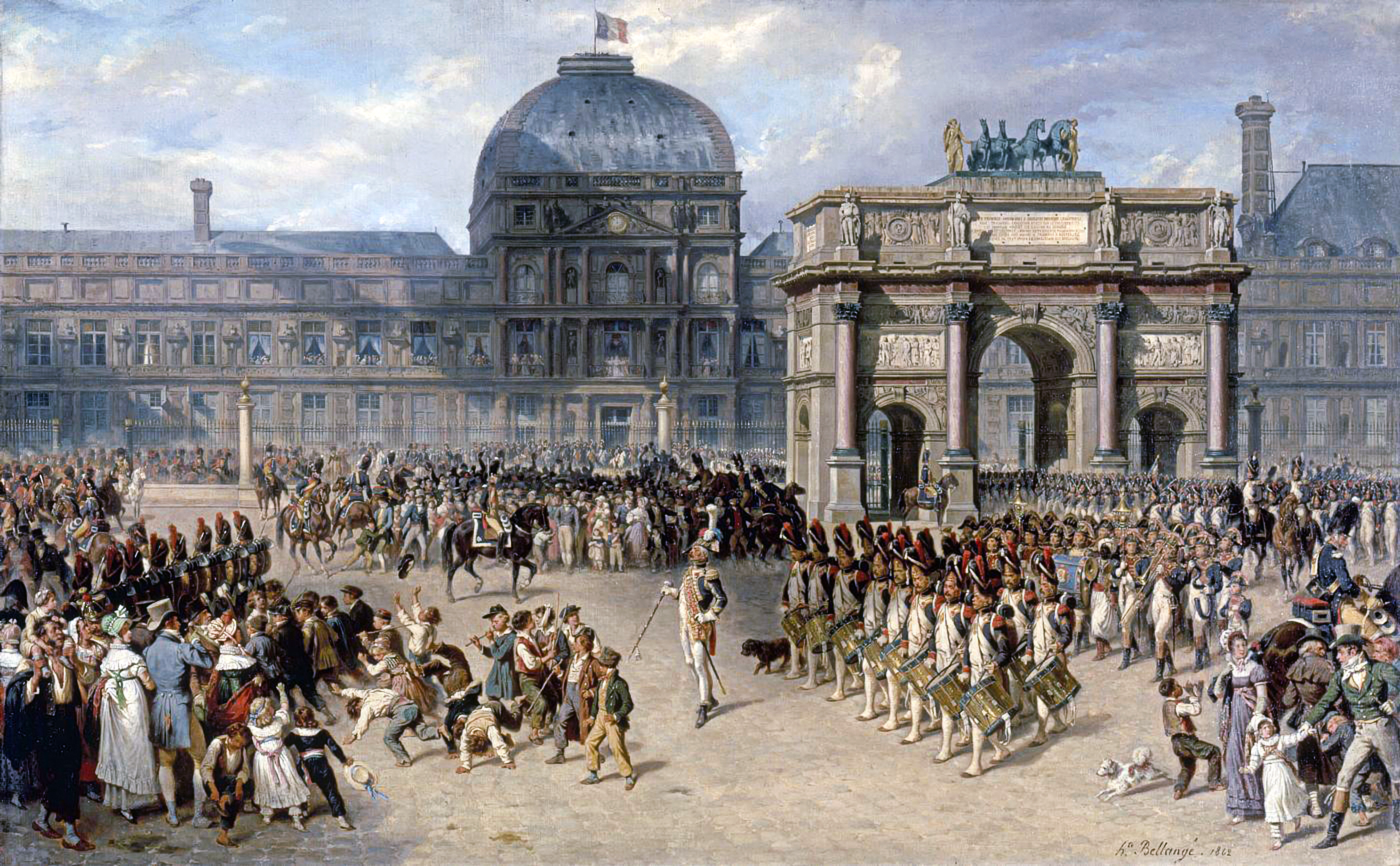
テュイルリー宮殿前での観兵式。
(画)イポリット・ベランジェ

シャルル・ペルシエ Charles Percier 、ピエール・フランソワ・レオナール・フォンテーヌ Pierre François Léonard Fontaine 設計により、カルーゼル凱旋門は、ローマにあるコンスタンティヌスの凱旋門 (312 AD) をモデルに、1806年から1808年にかけて建設された。
最初に掲げられていた「サン・マルコの馬」は、1798年にナポレオンが、ヴェネツィアのサン・マルコ寺院から得たものである。
1815年、ワーテルローの戦いと王政復古のあとフランスは、ウィーン会議に従ってヴェネツィアを併合したオーストリア帝国にクアドリガを譲り渡した。
オーストリア人は直ちにクアドリガを、ヴェネツィアのもとあった位置に戻した。
1828年には、フランソワ・ジョゼフ・ボジオ男爵により彫刻されたクアドリガに置き直された。
これは、両側を金色の勝利に導かれた二輪戦車に乗る、平和の女神を表していた。
ナポレオンの凋落後の、フランス復古王政を祝したものであった。

### 地理学との関係

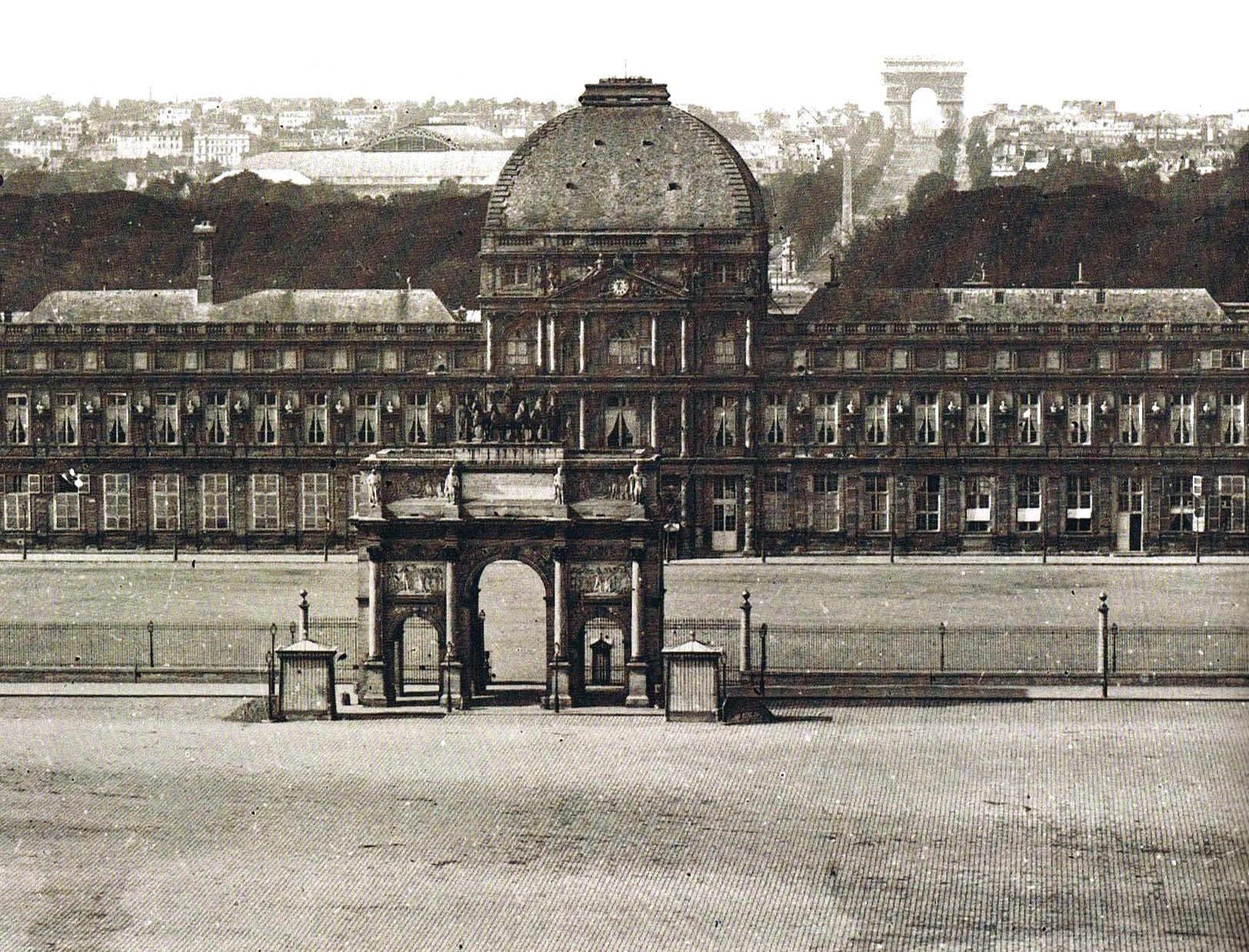
手前からカルーゼル凱旋門、テュイルリー宮殿、エトワール凱旋門（1860年）

カルーゼル凱旋門は、いわゆる「パリの歴史軸」の東端にある。
パリの歴史軸は長さ9キロメートルの線で、パリの街の北西4分の1円のほとんどを占めている。
いわば右岸の背骨である。
西に目を向けると、凱旋門はコンコルド広場のオベリスク、シャンゼリゼ大通りの中央線、エトワール広場のエトワール凱旋門、またカルーゼル広場から直接は見通せないが、ラ・デファンスの新凱旋門グランダルシュを真正面にとらえている。
このように、「パリの歴史軸」は凱旋門に始まり凱旋門で終わっている。
しかしカルーゼル凱旋門が建設された当時は、カルーゼル広場からは西方がなにも見通せなかった。
テュイルリー宮殿の中央の一角が、西への視線を遮っていた。
テュイルリー宮殿が1871年のパリ・コミューンの際に焼き払われ、その残骸が撤去されて初めて、現代にも残る「大きな歴史軸」がカルーゼル宮殿やルーヴル宮殿にまで開かれた。